# Automaton (singolo)
Automaton è un singolo del gruppo musicale britannico Jamiroquai, pubblicato il 27 gennaio 2017 come primo estratto dall'album omonimo.

## Tracce
Download digitale
1. Automaton – 4:48

## Video musicale
Il video, diretto da Charlie Lightening, è stato pubblicato sui canali ufficiali YouTube e Vevo del gruppo lo stesso giorno del singolo.

## Classifiche
| Classifica (2017) | Posizione più alta |
| ----------------- | ------------------ |
| Francia           | 36                 |
| Regno Unito       | 46                 |